# Once More with Feeling
Ne doit pas être confondu avec Que le spectacle commence (Buffy).
Albums de Placebo
Soulmates Never Die: Live in Paris 2003
(2004) Meds
(2006)
Once More with Feeling est une compilation de Placebo, sortie en 2004 et regroupant tous les singles du groupe de 1994 à 2004 excepté Come Home. « C'est un document historique, pas un best-of » confie Brian Molko à propos de cet album.

## Contenu des différentes éditions
Toutes les chansons sont écrites et composées par Brian Molko, Stefan Olsdal et Steve Hewitt.
| Edition CD "Once More With Feeling Singles 1996-2004" | Edition CD "Once More With Feeling Singles 1996-2004" | Edition CD "Once More With Feeling Singles 1996-2004" | Edition CD "Once More With Feeling Singles 1996-2004" | Edition CD "Once More With Feeling Singles 1996-2004" | Edition CD "Once More With Feeling Singles 1996-2004" | Edition CD "Once More With Feeling Singles 1996-2004" | Edition CD "Once More With Feeling Singles 1996-2004" | Edition CD "Once More With Feeling Singles 1996-2004" | Edition CD "Once More With Feeling Singles 1996-2004" |
| No                                                    | Titre                                                 | Durée                                                 |                                                       |                                                       |                                                       |                                                       |                                                       |                                                       |                                                       |
| ----------------------------------------------------- | ----------------------------------------------------- | ----------------------------------------------------- | ----------------------------------------------------- | ----------------------------------------------------- | ----------------------------------------------------- | ----------------------------------------------------- | ----------------------------------------------------- | ----------------------------------------------------- | ----------------------------------------------------- |
| 1.                                                    | 36 Degrees                                            | 3:07                                                  |                                                       |                                                       |                                                       |                                                       |                                                       |                                                       |                                                       |
| 2.                                                    | Teenage Angst                                         | 2:40                                                  |                                                       |                                                       |                                                       |                                                       |                                                       |                                                       |                                                       |
| 3.                                                    | Nancy Boy                                             | 3:19                                                  |                                                       |                                                       |                                                       |                                                       |                                                       |                                                       |                                                       |
| 4.                                                    | Bruise Pristine                                       | 3:36                                                  |                                                       |                                                       |                                                       |                                                       |                                                       |                                                       |                                                       |
| 5.                                                    | Pure Morning                                          | 3:59                                                  |                                                       |                                                       |                                                       |                                                       |                                                       |                                                       |                                                       |
| 6.                                                    | You Don't Care About Us                               | 4:01                                                  |                                                       |                                                       |                                                       |                                                       |                                                       |                                                       |                                                       |
| 7.                                                    | Every You Every Me                                    | 3:34                                                  |                                                       |                                                       |                                                       |                                                       |                                                       |                                                       |                                                       |
| 8.                                                    | Without You I'm Nothing (avec David Bowie)            | 4:14                                                  |                                                       |                                                       |                                                       |                                                       |                                                       |                                                       |                                                       |
| 9.                                                    | Taste in Men                                          | 3:59                                                  |                                                       |                                                       |                                                       |                                                       |                                                       |                                                       |                                                       |
| 10.                                                   | Slave to the Wage                                     | 3:46                                                  |                                                       |                                                       |                                                       |                                                       |                                                       |                                                       |                                                       |
| 11.                                                   | Special K                                             | 3:50                                                  |                                                       |                                                       |                                                       |                                                       |                                                       |                                                       |                                                       |
| 12.                                                   | Black Eyed                                            | 3:44                                                  |                                                       |                                                       |                                                       |                                                       |                                                       |                                                       |                                                       |
| 13.                                                   | The Bitter End                                        | 3:11                                                  |                                                       |                                                       |                                                       |                                                       |                                                       |                                                       |                                                       |
| 14.                                                   | This Picture                                          | 3:35                                                  |                                                       |                                                       |                                                       |                                                       |                                                       |                                                       |                                                       |
| 15.                                                   | Special Needs                                         | 3:29                                                  |                                                       |                                                       |                                                       |                                                       |                                                       |                                                       |                                                       |
| 16.                                                   | English Summer Rain                                   | 3:10                                                  |                                                       |                                                       |                                                       |                                                       |                                                       |                                                       |                                                       |
| 17.                                                   | Protège-moi                                           | 3:14                                                  |                                                       |                                                       |                                                       |                                                       |                                                       |                                                       |                                                       |
| 18.                                                   | I Do                                                  | 2:27                                                  |                                                       |                                                       |                                                       |                                                       |                                                       |                                                       |                                                       |
| 19.                                                   | Twenty Years                                          | 4:19                                                  |                                                       |                                                       |                                                       |                                                       |                                                       |                                                       |                                                       |
| 67:14                                                 |                                                       |                                                       |                                                       |                                                       |                                                       |                                                       |                                                       |                                                       |                                                       |

| 20. | Where Is My Mind? ((XFM Live version)) | Pixies |  |

| 1.  | Special K ((Timo Maas remix))                                   |  |
| 2.  | Without You I'm Nothing ((Unkle remix))                         |  |
| 3.  | Every You Every Me ((Infected by the Scourge of the Earth mix)) |  |
| 4.  | Protège-Moi ((M83 remix))                                       |  |
| 5.  | Slave to the Wage ((I Can't Believe it's a remix))              |  |
| 6.  | Pure Morning ((Les Rythmes Digitales remix))                    |  |
| 7.  | Taste in Men ((Alpinestars Kamikaze skimix))                    |  |
| 8.  | Black-Eyed ((Placebo vs. Le Vibrator mix))                      |  |
| 9.  | English Summer Rain ((Freelance Hellraiser remix))              |  |
| 10. | This Picture ((Junior Sanchez remix))                           |  |

| 1. | I Do ((Material mix))                                              |  |
| 2. | English Summer Rain ((Sussie 4 mix))                               |  |
| 3. | This Picture ((Mexican Institute of Sound - I Love My Rocket mix)) |  |
| 4. | Special Needs ((Blackpulke mix))                                   |  |
| 5. | I Do ((Wop remake))                                                |  |
| 6. | This Picture ((Blackpulke mix))                                    |  |
| 7. | English Summer Rain ((Glitte R.Mx))                                |  |
| 8. | Special Needs ((Chuck y Los Olvidados - Respect the Coda mix))     |  |
| 9. | This Picture ((Isaac Junke mix))                                   |  |

| 1.  | 36 Degrees                                 | 3:07 |
| 2.  | Teenage Angst                              | 2:40 |
| 3.  | Nancy Boy                                  | 3:19 |
| 4.  | Bruise Pristine                            | 3:36 |
| 5.  | Pure Morning                               | 3:59 |
| 6.  | You Don't Care About Us                    | 4:01 |
| 7.  | Every You Every Me                         | 3:34 |
| 8.  | Without You I'm Nothing (avec David Bowie) | 4:14 |
| 9.  | Taste in Men                               | 3:59 |
| 10. | Slave to the Wage                          | 3:46 |
| 11. | Special K                                  | 3:50 |
| 12. | Black Eyed                                 | 3:44 |
| 13. | The Bitter End                             | 3:11 |
| 14. | This Picture                               | 3:35 |
| 15. | Special Needs                              | 3:29 |
| 16. | English Summer Rain                        | 3:10 |
| 17. | Protège-moi                                | 3:14 |
| 18. | Twenty Years                               | 4:19 |

| 1. | Video Commentary by Placebo                                            |  |
| 2. | Spite and Malice (avec Justin Warfield. Live at Reading Festival 2000) |  |
| 3. | 20th Century Boy (avec David Bowie. Live at Brit Awards 1999)          |  |
| 4. | Nancy Boy (bande visuelle live)                                        |  |
| 5. | Peeping Tom (bande visuelle live)                                      |  |
| 6. | English Summer Rain (bande visuelle live)                              |  |

- L'édition Digipak commercialisée à la fin 2007 rassemble le contenu de l'édition limitée de 2004 ainsi que le DVD de l'édition vidéo.

### Simpleextrait
- Twenty Years (octobre 2004)

### Titre extrait du simple ou "Faces-B"
- Detox Five